# ROKS Mokpo
Le ROKS Mokpo (PCC-759) est une corvette de classe Pohang de la marine de la république de Corée. 

## Historique
La classe Pohang est une série de corvettes construites par différentes entreprises de construction navale sud-coréennes. La classe se compose de 24 navires et certains, après leur déclassement, ont été vendus ou donnés à d'autres pays. Il existe cinq types différents dans la classe, du lot II au lot VI.
Le Mokpo est le quatrième et dernier navire du lot II. C’est le dernier navire de la classe à être optimisé pour la guerre anti-surface (ASuW) et armé de missiles mer-mer Exocet (SSM). Les membres suivants de la classe se sont orientés vers des missions de guerre anti-sous-marine (ASW). Il a été construit par Daewoo Shipbuilding & Marine Engineering à Geoje et lancé le 12 octobre 1984. Le navire a été mis en service le 17 mai 1985 et désarmé le 30 décembre 2014.
Il a été envisagé par la marine sud-coréenne de donner le Mokpo à la marine philippine. Il aurait alors été la seconde corvette de classe Pohang transférée à une autre marine après déclassement, la marine péruvienne ayant reçu en octobre 2015 le ROKS Gyeongju (PCC-758), rebaptisé depuis BAP Ferré. Finalement ce transfert ne s’est pas réalisé et le ROKS Mokpo a été démantelé en 2018.